# 德國油煎香腸

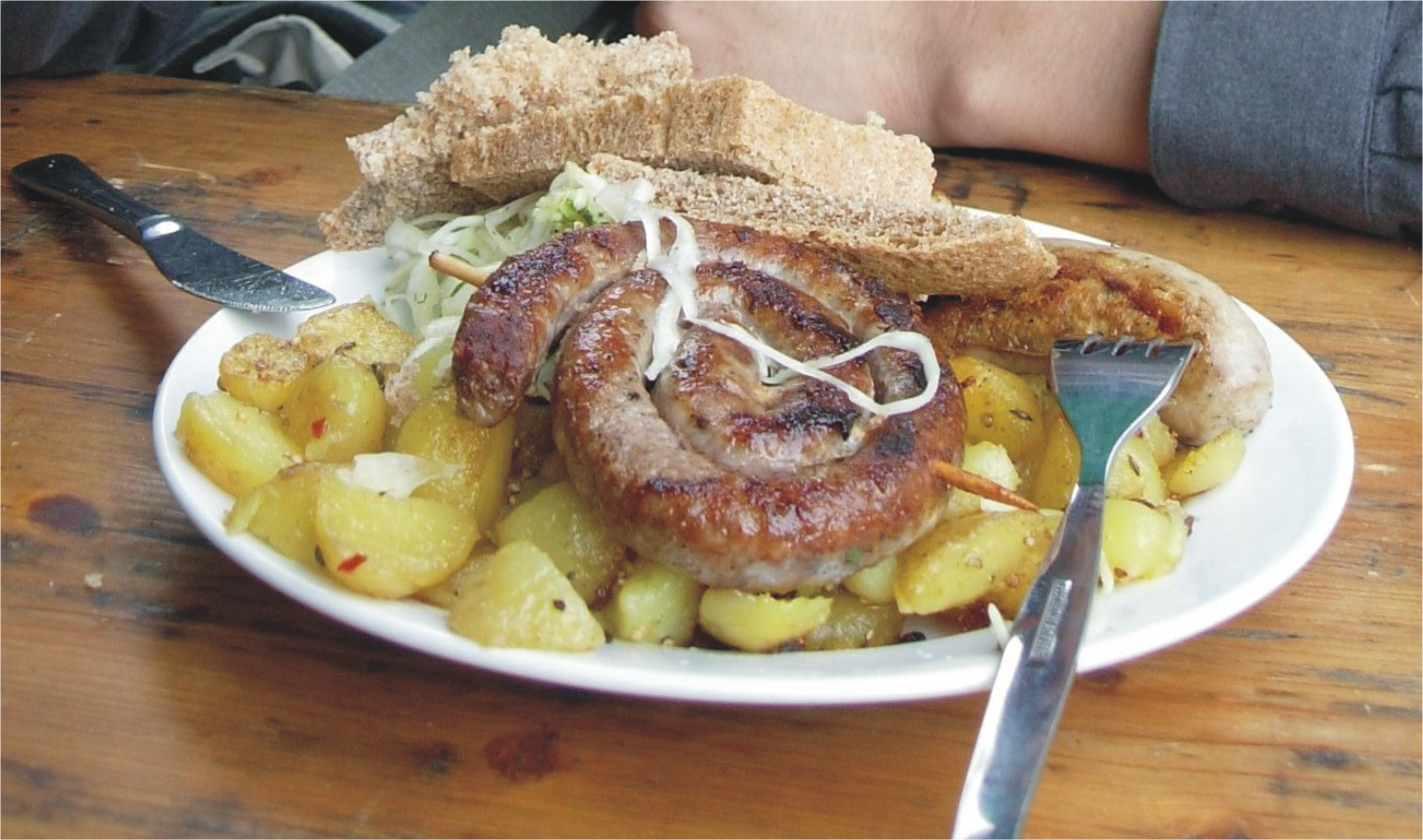
明斯特路邊攤所販售的德國油煎香腸，搭配烤馬鈴薯、生菜與吐司的一份標準「德國快餐」

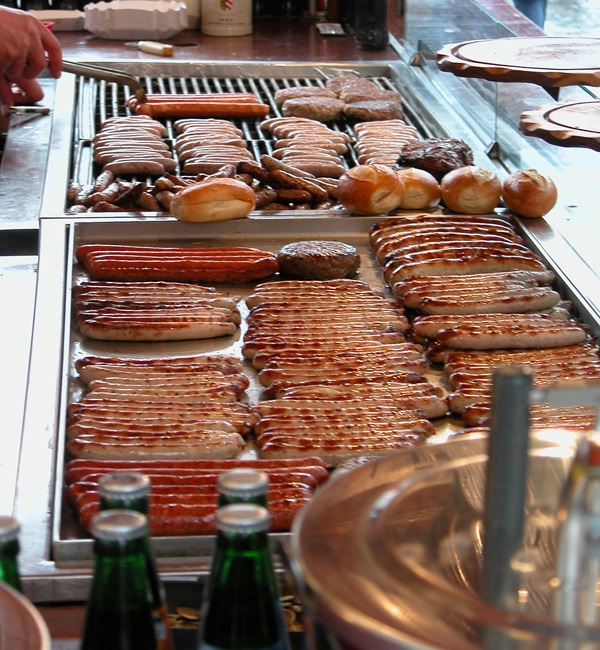
紐倫堡中央廣場的香腸攤所販賣的各式德國油煎香腸

德國油煎香腸（德語：Bratwurst）是一種由小牛肉、豬肉或牛肉製成的德國香腸。它的原文名稱源自古高地德語的「brätwurst」，由「brät-」（絞肉）和「-wurst」（香腸）組成，意示香腸的製法；但現今德國人多將「brät-」和德語的動詞「braten」（油煎、烤）聯想在一起。德國油煎香腸多以油煎或燒烤，有時也用於和高湯或啤酒一起烹煮。
在德國，碎肉香腸作為「德國快餐」伴德国酸菜、薯泥和烤洋蔥食用。切碎的香腸也可以加辣或甜德國芥末和番茄醬（如德國咖喱腸），伴一片吐司吃，有時伴硬德國卷和麥啤吃。